# 固日班花苏木
固日班花苏木，是中华人民共和国内蒙古自治区通辽市奈曼旗下辖的一个乡镇级行政单位。

## 行政区划
固日班花苏木下辖以下地区：
巴彦塔拉嘎查、哈日淖尔嘎查、呼拉斯台嘎查、陶勒盖图嘎查、查干楚鲁嘎查、哈日阿图嘎查、珠日干白兴嘎查、东毛瑞嘎查、哈图浩来嘎查、固日班花嘎查、苏布日干塔拉嘎查、巴雅吉勒嘎查、赛汉塔拉嘎查、新星嘎查、南图布日格嘎查、巴日嘎斯台嘎查、查干淖尔嘎查、伊和大沁嘎查、干代嘎查、窑努呼嘎查、乌龙台村和永兴嘎查。